# Tenhult
Tenhult est une localité de Suède située dans la commune de Jönköping et peuplée de 2 916 habitants.